# Lista de prefeitos de Oiapoque
Esta é a lista de prefeitos do município de Oiapoque, estado brasileiro do Amapá.
O município foi criado em 23 de maio de 1945, sendo que o primeiro prefeito nomeado tomou posse em julho do mesmo ano.

| Nº | Nome                               | Imagem           | Partido                                          | Início do mandato       | Fim do mandato                          | Observações                                                                                                 |
| -- | ---------------------------------- | ---------------- | ------------------------------------------------ | ----------------------- | --------------------------------------- | --- |
| 1  | Amadeu Bulamarque Simões           |                  | Partido Social Democrático PSD                   | 1° de julho de 1945     | 17 de agosto de 1945                    | Prefeito nomeado pelo governo federal do Brasil                                                             |
| 2  | Floripes Rodrigues Cardoso         |                  | Partido Social Democrático PSD                   | 18 de agosto de 1945    | 25 de novembro de 1945                  | Prefeito nomeado pelo governo federal do Brasil                                                             |
| 3  | Humberto da Silva Castro           |                  | Partido Social Democrático PSD                   | 26 de novembro de 1945  | 1° de abril de 1946                     | Prefeito nomeado pelo governo federal do Brasil                                                             |
| 4  | Sérgio Olindense Ferreira da Silva |                  | Partido Social Democrático PSD                   | 2 de abril de 1946      | 30 de outubro de 1946                   | Prefeito nomeado pelo governo federal do Brasil                                                             |
| 5  | Almilcar da Silva Ferreira         |                  | Partido Social Democrático PSD                   | 31 de outubro de 1946   | 22 de dezembro de 1948                  | Prefeito nomeado pelo governo federal do Brasil                                                             |
| 6  | José Dionísio da Silva Barros      |                  | Partido Social Democrático PSD                   | 23 de dezembro de 1948  | 19 de abril de 1949                     | Prefeito nomeado pelo governo federal do Brasil                                                             |
| 7  | Rocque de Souza Pennafort          |                  | Partido Social Progressista PSP                  | 20 de abril de 1949     | 1° de janeiro de 1959                   | Prefeito nomeado pelo governo federal do Brasil                                                             |
| 8  | João Dorismar da Paixão            |                  | Partido Socialista Brasileiro PSB                | 2 de janeiro de 1959    | 2 de janeiro de 1963                    | Prefeito nomeado pelo governo federal do Brasil                                                             |
| 9  | Norberto de Souza Pennafort        |                  | Aliança Renovadora Nacional ARENA                | 3 de janeiro de 1963    | 31 de dezembro de 1967                  | Prefeito nomeado pelo governo federal do Brasil.                                                            |
| 10 | Francisco Guilherme Pimenta        |                  | Aliança Renovadora Nacional ARENA                | 1° de janeiro de 1968   | 31 de dezembro de 1976                  | Prefeito nomeado pelo governo federal do Brasil por o município ser considerado Área de Segurança Nacional. |
| 11 | Otávio Augusto Dias Carneiro       |                  | Aliança Renovadora Nacional ARENA                | 1° de janeiro de 1977   | 31 de dezembro de 1982                  | Prefeito nomeado pelo governo federal do Brasil por o município ser considerado Área de Segurança Nacional. |
| 12 | Ângelo Calmon de Sá                |                  | Partido Democrático Social PDS                   | 1° de fevereiro de 1983 | 31 de dezembro de 1987                  | Prefeito nomeado pelo governo federal do Brasil por o município ser considerado Área de Segurança Nacional. |
| 13 | Milton Rodrigues                   |                  | Partido Democrático Trabalhista PDT              | 1° de janeiro de 1986   | 31 de dezembro de 1988                  | Prefeito eleito em sufrágio universal                                                                       |
| 14 | Wilton Caluf                       |                  | Partido do Movimento Democrático Brasileiro PMDB | 1° de janeiro de 1989   | 31 de dezembro de 1992                  | Prefeito eleito em sufrágio universal                                                                       |
| 15 | Maria Bezerra Pinheiro             |                  | Partido da Frente Liberal PFL                    | 1° de janeiro de 1993   | 31 de dezembro de 1996                  | Prefeita eleita em sufrágio universal                                                                       |
| 16 | João Neves                         |                  | Partido Socialista Brasileiro PSB                | 1° de janeiro de 1997   | 31 de dezembro de 2000                  | Prefeito eleito em sufrágio universal                                                                       |
| 17 | Milton Rodrigues                   |                  | Partido do Movimento Democrático Brasileiro PMDB | 1° de janeiro de 2001   | 31 de dezembro de 2004                  | Prefeito eleito em sufrágio universal                                                                       |
| 18 | Manoel Alício da Silva Sfair       |                  | Partido Democrático Trabalhista PDT              | 1° de janeiro de 2005   | 31 de dezembro de 2008                  | Prefeito eleito em sufrágio universal                                                                       |
| 19 | Raimundo Agnaldo Chagas da Rocha   |                  | Partido Progressista PP                          | 1° de janeiro de 2009   | 31 de dezembro de 2012                  | Prefeito eleito em sufrágio universal                                                                       |
| 20 | Miguel Caetano de Almeida          |                  | Partido Socialista Brasileiro PSB                | 1° de janeiro de 2013   | 31 de dezembro de 2016                  | Prefeito eleito em sufrágio universal.'                                                                     |
| 21 | Maria Orlanda Marques Garcia       |                  | Partido da Social Democracia Brasileira PSDB     | 1° de janeiro de 2017   | 31 de dezembro de 2020.                 | Prefeita eleita em sufrágio universal                                                                       |
| 22 | Breno Lima de Almeida              |                  | Partido Renovador Trabalhista Brasileiro PRTB    | 1º de janeiro de 2021   | 31 de dezembro de 2024                  | Prefeito eleito em sufrágio universal                                                                       |
| 22 | Breno Lima de Almeida              | Progressistas PP | 1° de janeiro de 2025                            | Atualidade              | Prefeito reeleito em sufrágio universal | |